# Sân vận động Pierre-Aliker
Sân vận động Pierre-Aliker (tiếng Pháp: Stade Pierre-Aliker, có tên gọi là Sân vận động Dillon Honor cho đến năm 2007), là một sân vận động đa năng ở Fort-de-France, Martinique. Sân hiện được sử dụng chủ yếu cho các trận đấu bóng đá. Đây là sân nhà của Club Colonial và đội tuyển bóng đá quốc gia Martinique. Sân vận động có sức chứa 16.300 người.